# Вересня (річка)

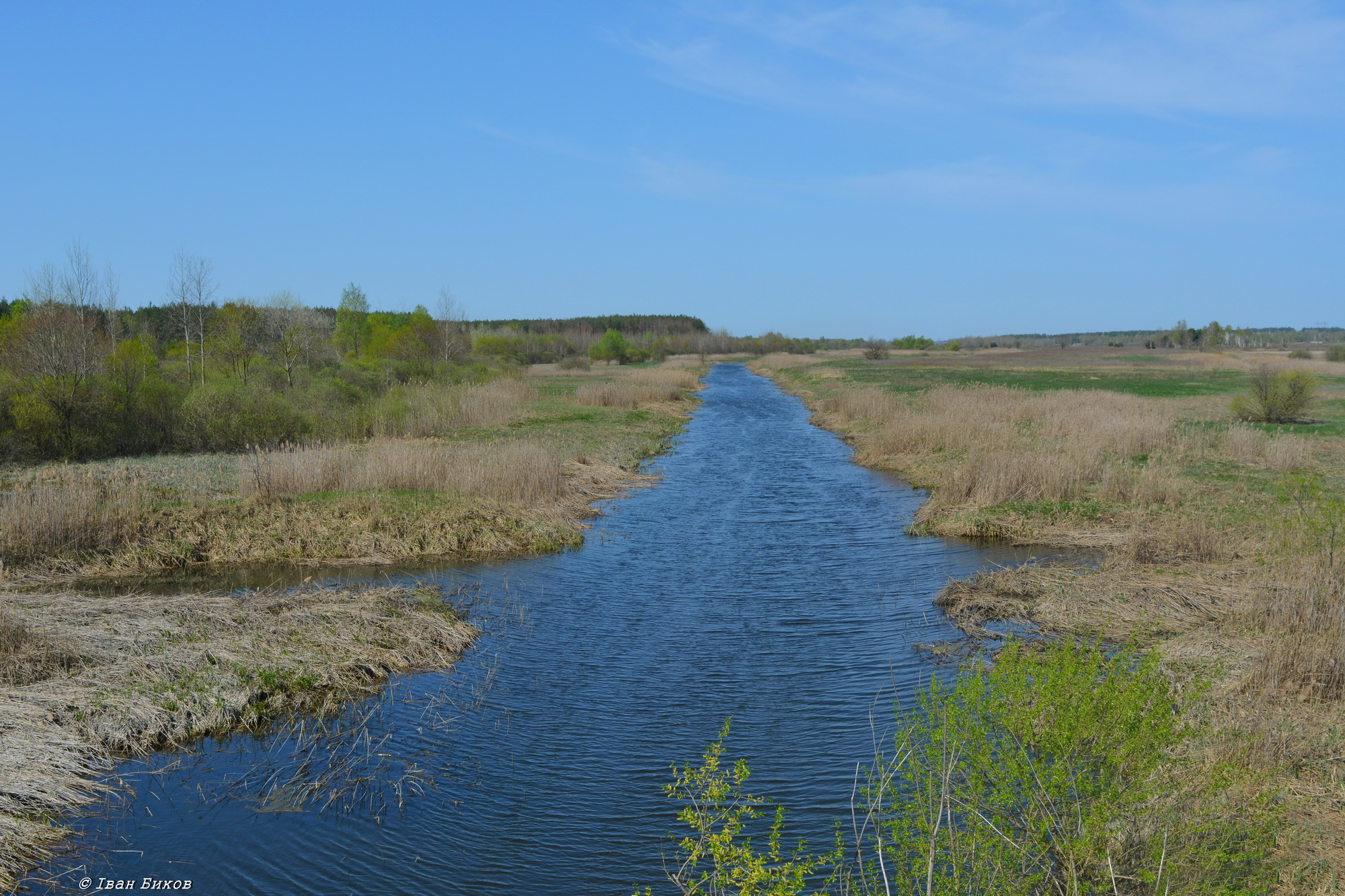
Річка Вересня біля села Нові Соколи

Вере́сня — річка в Україні, в межах Іванківського та Поліського районів Київської області. Права притока Ужа (басейн Дніпра). 

## Опис
Довжина 58 км. Площа водозбірного басейну 373 км². Похил річки 1,1 м/км. Долина заболочена, завширшки до 2,5 км, завглибшки до 10 м. Заплава завширшки до 500 м. Річище помірно звивисте.

## Притоки

### Ліві
- Олешня
- Криворічка
- Любацька
- Поплав
- Нижжа

### Праві
- Полудниця
- Вовчасова
- Щекоча
- Кропивня

## Розташування
Вересня бере початок на південному сході від Стовпного в урочищі Лази. Спочатку тече на південний схід через Залишани, а потім на північний схід через Вересню.  Загалом тече на північний схід (на деяких відтинках — на схід). Впадає до Ужа на північ від села Рудня-Вересня.